# Versailles
Versailles is een gemeente in Frankrijk, die deel uitmaakt van de agglomeratie van Parijs. Het ligt gaand vanuit het centrum van Parijs in de richting van het zuidwesten via Boulogne-Billancourt en Sèvres op een afstand van 20 km. Versailles is de hoofdplaats, de prefectuur, van het departement Yvelines en van het arrondissement Versailles. De gemeente telde 83.918 inwoners op 1 januari 2022.
Versailles is vooral bekend door het kasteel van Versailles, gebouwd door Lodewijk XIII en uitgebreid door zijn zoon Lodewijk XIV. Gedurende het ancien régime was Versailles de hoofdzetel van het absolutisme.
De stad wordt beheerst door het kasteel, onder meer door de lanen die naar het kasteel leiden.
Behalve het kasteel zijn bezienswaardig:
- De Kathedraal van Versailles, gebouwd tussen 1743 en 1754;
- De Église Notre-Dame, een kerk gebouwd tussen 1684 en 1686.

Er werden in Versailles voor de geschiedenis van Europa belangrijke verdragen gesloten, zoals de Vrede van Versailles van 1783, de proclamatie van het Duitse Keizerrijk in 1871 en het Verdrag van Versailles van 1919.

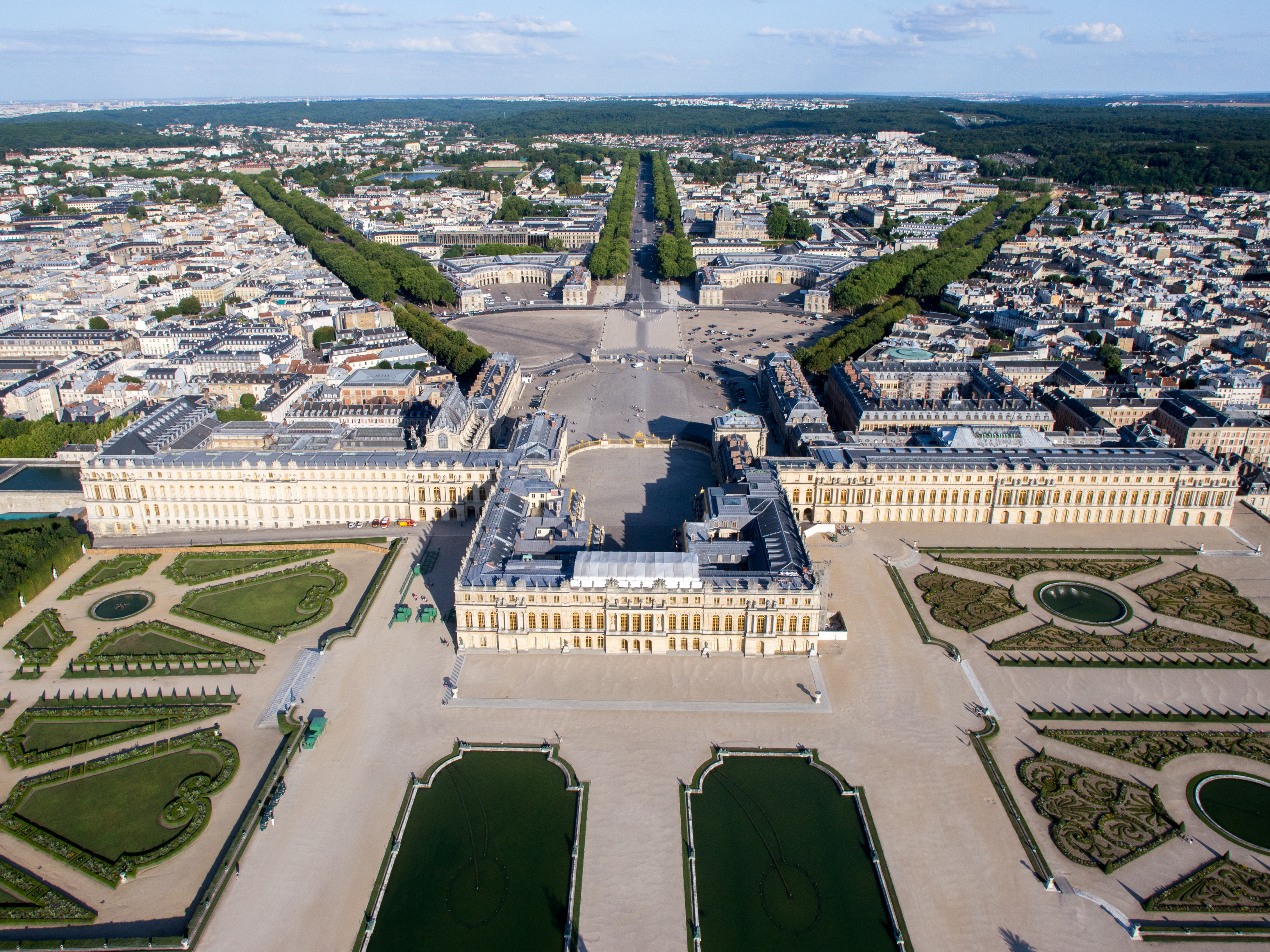
Kasteel van Versailles
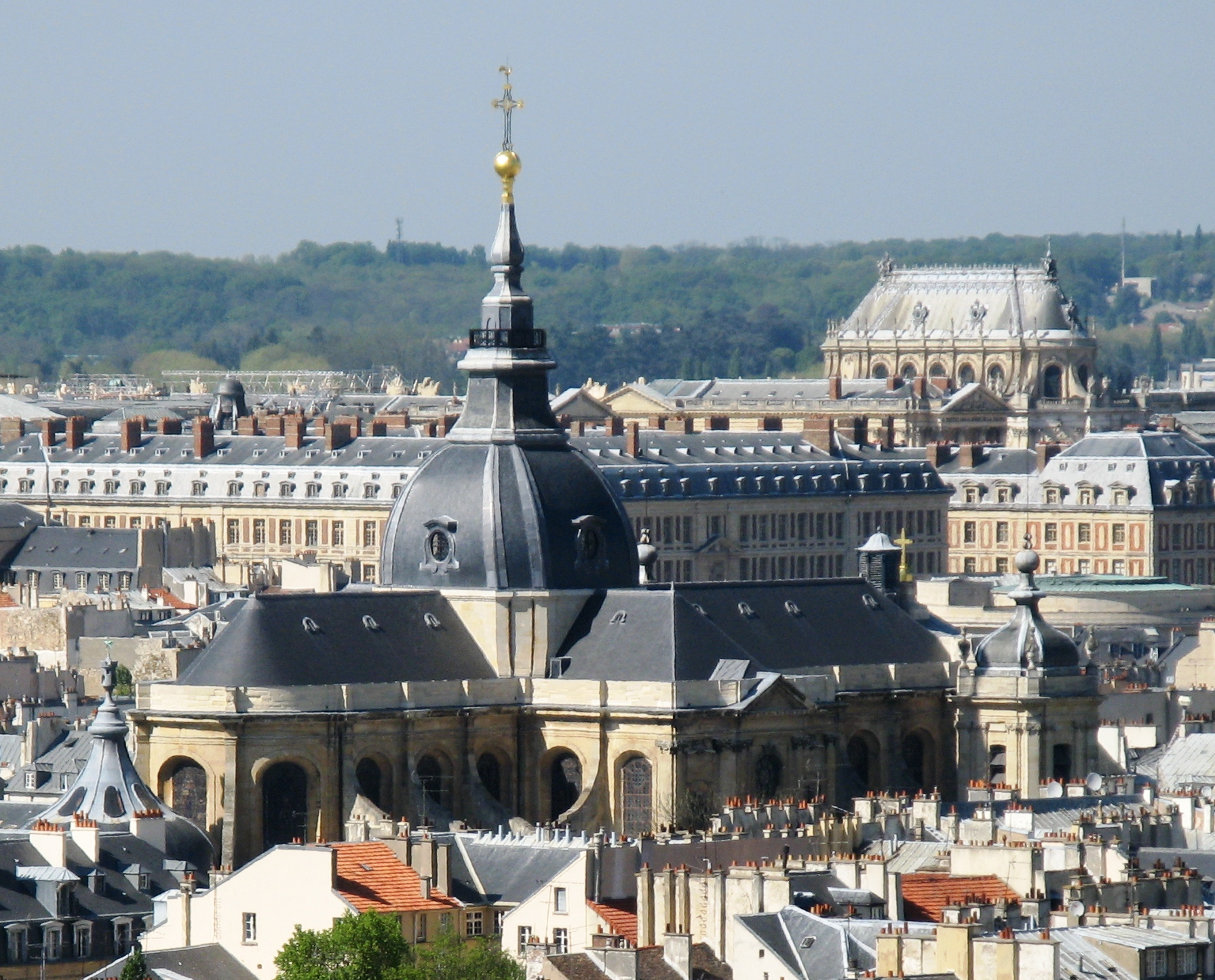
De kathedraal met op de achtergrond het kasteel
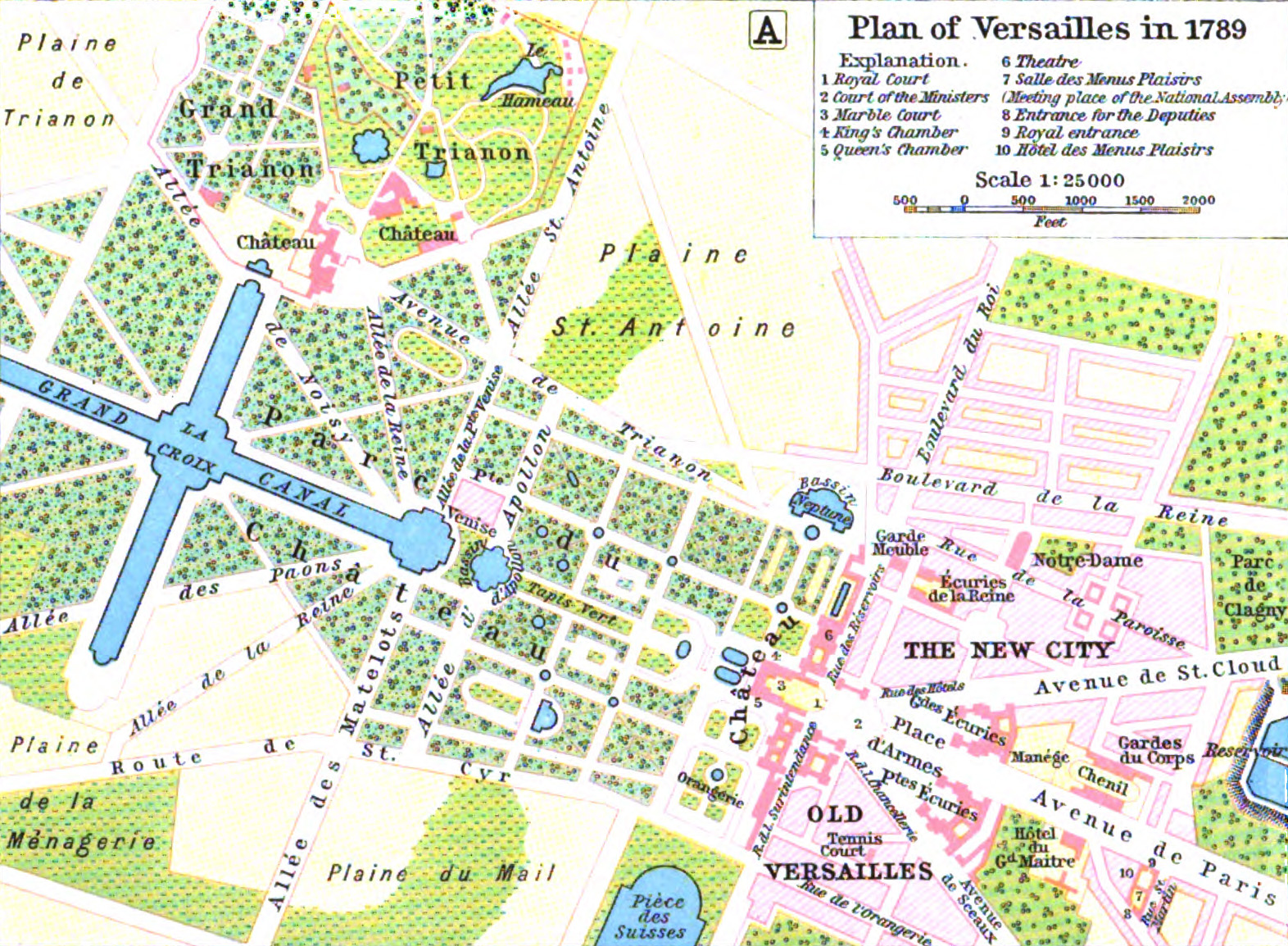
Kaart van Versailles 1789 door WR Shepperd

## Geschiedenis
Volgens de meest gangbare verklaring zou het toponiem Versailles afgeleid zijn van het Oudfranse woord versail dat reeds in 1038 opduikt in een oorkonde in de persoonsnaam Hugues de Versaillis. Versail verwijst dan naar een 'gebied waar het onkruid is gewied', of 'ontgonnen grond'. Het woord zou op zijn beurt afstammen van het Latijnse werkwoord versare wat omkeren, omdraaien of ploegen betekent. Versail zou dus 'akker' betekenen. Volgens plaatselijke etymologen zou het zijn afgeleid zijn van de omschrijving verses saillantes ter aanduiding van opborrelende stromen of oppervlaktewateren, daarmee verwijzend naar het moerassig karakter van de streek.
Aan het begin van de 16e eeuw was Versailles een dorp met ongeveer 400 inwoners. Het was een welvarend landbouwdorp aan de voet van een kasteelheuvel. Het dorp lag op de weg waarlangs het vee vanuit Normandië naar de Parijse slachthuizen werd geleid. De stad ontwikkelde zich vanaf 1670 om personen verbonden aan het koninklijk hof te huisvesten. Lodewijk XIV en zijn architecten tekenden een stratenplan uit voor de stad. De nieuwe stad bestond uit de wijken Notre-Dame (Rive-Droite: ten noordoosten van het kasteel rond de kerk Notre-Dame) en Saint-Louis (Rive-Gauche: rond de kerk (later kathedraal) Saint-Louis). Vanaf 1715 maakten de lage gebouwen in het groen plaats voor klassieke huizenblokken. Bouwmeester Charles Claude Flahaut de La Billarderie, graaf van Angiviller, legde vanaf 1773 strikte bouwvoorschriften op voor de sterk groeiende stad. Aan de vooravond van de Franse Revoutie was Versailles een van de grootste steden van Frankrijk.
Na de revolutie verhuisde de nationale administratie naar Parijs. Versailles werd wel een prefectuur en vanaf 1801 een bisdom maar kende toch een sterke krimp. Dit werd pas stopgezet na de komst van de spoorweg in 1839. Tijdens de belle époque werden nieuwe wijken gebouwd. Ook na de Tweede Wereldoorlog was er een groei en werden nieuwe wijken gebouwd.

## Verkeer en vervoer
Er liggen de spoorwegstations Versailles-Chantiers, Versailles-Rive-Droite, Versailles-Château-Rive-Gauche en het gesloten station Versailles-Matelots.

## Geografie
De oppervlakte van Versailles bedroeg op 1 januari 2022 26,18 vierkante kilometer; de bevolkingsdichtheid was toen 3.205,4 inwoners per km².
De onderstaande kaart toont de ligging van Versailles met de belangrijkste infrastructuur en aangrenzende gemeenten.

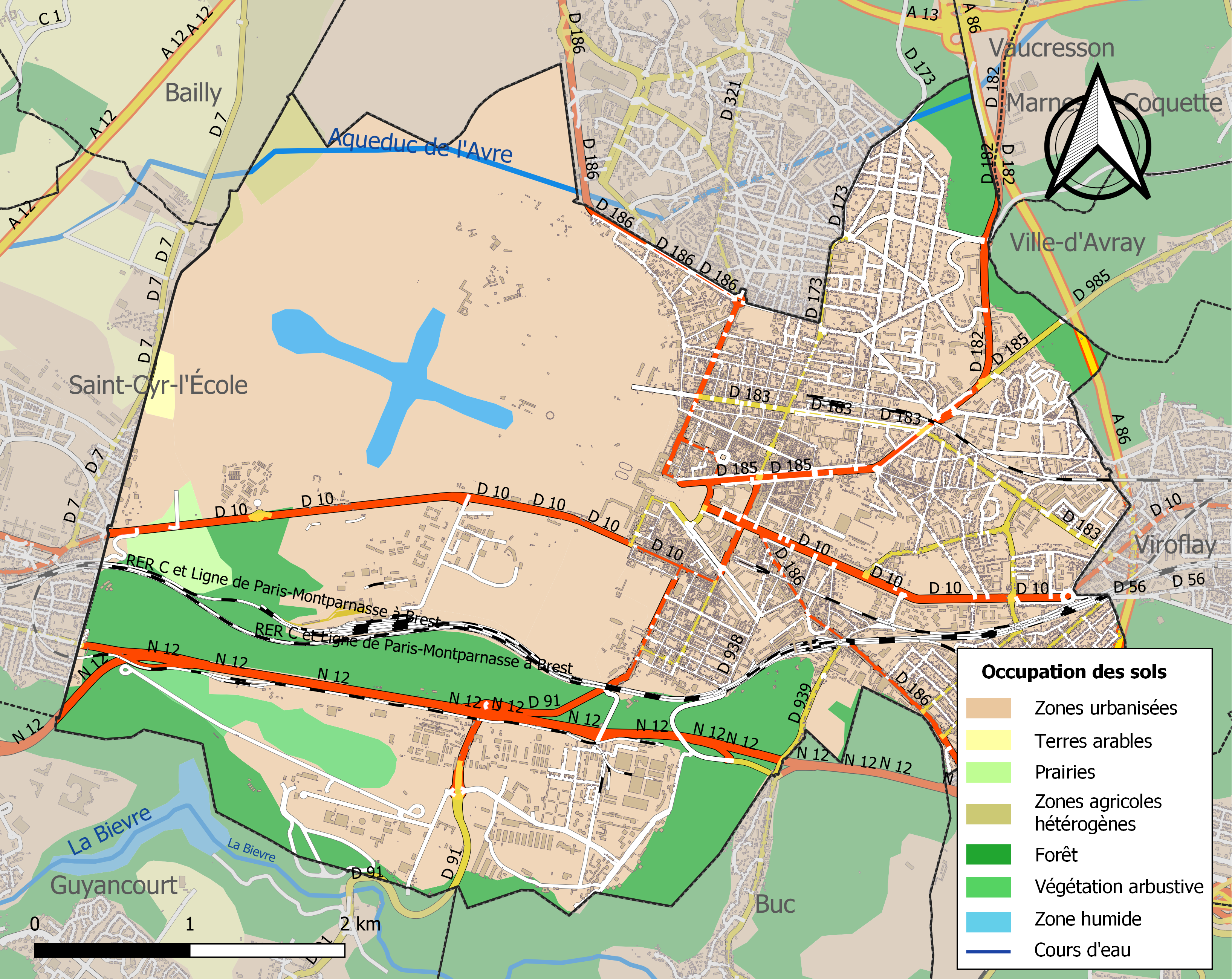

## Demografie
De gemeente telde 83.918 inwoners op 1 januari 2022. In 1789, aan de vooravond van de Franse Revolutie, telde Versailles 60 tot 70.000 inwoners. Vijfentwintig jaar later waren dat er nog maar 25.000.
Onderstaande figuur toont het verloop van het inwonertal, bron: INSEE-tellingen. 

## Onderwijs
- Institut supérieur international du parfum, de la cosmétique et de l'aromatique alimentaire
- Universiteit van Versailles-Saint-Quentin-en-Yvelines

## Sport
Versailles is zeventien keer etappeplaats geweest in wielerkoers Ronde van Frankrijk. Onder meer Jacques Anquetil, Eddy Merckx en Gerrie Knetemann wonnen in Versailles.

## Stedenbanden
- Canberra
- Gießen
- Nara
- Poesjkin
- Taipei

## Geboren
- Lodewijk Alexander van Bourbon 1678-1737, zoon van Lodewijk XIV en Madame de Montespan
- Lodewijk van Frankrijk 1682-1712, hertog van Bourgondië
- Filips V van Spanje 1683-1746, koning van Spanje
- Karel van Frankrijk 1686-1714, kleinzoon van Lodewijk XIV
- Marie Victoire de Noailles 1688-1766, schoondochter van Lodewijk XIV
- Louise Elisabeth van Bourbon 1693-1775, prinses van Conti, kleindochter van Lodewijk XIV
- Marie Louise Elisabeth van Orléans 1695-1719, hertogin van Berry, Huis Orléans
- Louise Adélaïde van Orléans 1698-1743, prinses uit het Huis Orléans
- Jean-Frédéric Phélypeaux 1701-1781, staatsman
- Lodewijk van Frankrijk 1707-1712, dauphin van Frankrijk en hertog van Bretagne
- Lodewijk XV van Frankrijk 1710-1774, koning van Frankrijk en van Navarra
- Philippine Elisabeth van Orléans 1714-1734, dochter van Filips II, hertog van Orléans
- Henriëtte Anne van Frankrijk 1727-1752, oudste dochter van Lodewijk XV
- Louise Elisabeth van Frankrijk 1727–1759, hertogin van Parma
- Marie Louise van Frankrijk 1728–1733, derde dochter van Lodewijk XV
- Lodewijk van Frankrijk 1729-1765, dauphin van Frankrijk
- Philippe van Frankrijk 1730-1733, prins van Frankrijk en hertog van Anjou
- Marie Adélaïde van Frankrijk 1732-1800, vierde dochter van Lodewijk XV
- Victoire van Frankrijk 1733-1799, vijfde dochter van Lodewijk XV
- Sophie Philippine van Frankrijk 1734-1782, zesde dochter Lodewijk XV
- Thérèse Félicia van Frankrijk 1736-1744, zevende dochter van Lodewijk XV
- Louise Marie van Frankrijk 1737-1787, jongste dochter van Lodewijk XV
- Jean-Antoine Houdon 1741-1828, neoclassicistisch beeldhouwer
- Paul Étienne de Villiers du Terrage 1744-1858, politicus
- Antoine Nicolas Duchesne 1747–1827, botanicus
- Louis Alexandre Berthier 1753-1815, maarschalk, vice-connétable en chef-staf onder Napoleon
- Lodewijk XVI van Frankrijk 1754–1793, koning van Frankrijk en Navarra
- Lodewijk XVIII van Frankrijk 1755-1824, koning van Frankrijk en Navarra
- Karel X van Frankrijk 1757-1836, koning van Frankrijk en Navarra
- Clothilde van Frankrijk 1759-1802, prinses van Frankrijk en koningin van Sardinië
- Elisabeth van Frankrijk 1764-1794, prinses van Frankrijk
- Hyacinthe Jadin 1776–1800, componist en muziekpedagoog
- Rudolphe Kreutzer 1766-1831, componist, violist, dirigent en muziekpedagoog
- Lazare Hoche 1768-1797, generaal van de Franse Revolutie
- Louis Emmanuel Jadin 1768–1853, componist, muziekpedagoog en pianist
- François René Gebauer 1773-1845, componist, professor, muziekpedagoog en fagottist
- Lodewijk Anton van Bourbon 1775-1844, onder de naam Lodewijk XIX Frans troonpretendent van Frankrijk
- Hyacinthe Jadin 1776–1800, componist en muziekpedagoog
- Étienne-François Gebauer 1777–1823, componist en fluitist
- Edme François Jomard 1777-1862, ingenieur, cartograaf en archeoloog
- Marie Thérèse Charlotte van Frankrijk 1778-1851, dochter van Lodewijk XVI
- Karel Ferdinand van Berry 1778-1820, jongste zoon van Karel X
- Jules de Polignac 1780-1847, politicus
- Lodewijk Jozef van Frankrijk 1781-1789, dauphin, tweede kind van Lodewijk XVI
- Adèle d'Osmond, 1781-1866, schrijfster, aristocrate en salonhoudster
- Charles-René de Bombelles 1785-1856, Oostenrijks militair, bekend om zijn huwelijk met Marie Louise van Oostenrijk
- Lodewijk XVII van Frankrijk 1785-1795, zoon van Lodewijk XVI
- Sophie Beatrix van Frankrijk 1786-1787, jongste dochter van Lodewijk XVI
- Louis-Étienne Saint-Denis 1788-1856, lijfmammeluk van Napoleon Bonaparte
- Stéphanie de Beauharnais 1789–1860, aangenomen dochter van Napoleon Bonaparte
- Alphonse Henri d'Hautpoul 1789-1865, eerste minister van Frankrijk tijdens de Tweede Franse Republiek
- Louise-Joséphine Sarazin de Belmont 1790-1870, schilder bekend om haar landschappen
- Ferdinand de Lesseps 1805-1894, bedenker van het Suezkanaal
- François Achille Bazaine 1811-1888, generaal en maarschalk
- Gonville Bromhead 1845-1892, Brits militair
- Georges-Antoine Rochegrosse 1859-1938, kunstschilder en tekenaar
- Augustin Chaboseau 1868–1946, schrijver, politicus en martinist
- Georges Lacombe 1868-1916, kunstschilder
- Paul Chabanaud 1876-1959, zoöloog
- Jules Antoine Lissajous 1822-1880, natuur- en wiskundige
- Marcel Godivier 1887-1963, wielrenner
- Jean Taris 1909-1977, zwemmer
- Albert Malbois 1915-2017, bisschop
- Charles De Vlieger 1916-2009, Belgisch volksvertegenwoordiger
- Françoise Adret 1920, danseres, pedagoge en choreografe
- Jean-François Lyotard 1924-1998, postmodern filosoof
- Stéphane Audran 1932-2018, actrice
- Michel Aupetit 1951, aartsbisschop van Parijs
- Michel Gondry 1963, filmregisseur en videoclipmaker
- Stéphane Franke 1964-2011, Frans-Duits langeafstandsloper
- Marc Bourgne 1967, striptekenaar
- Florence Nibart-Devouard 1968, biologe
- Julie Halard-Decugis 1970, tennisster
- Sibyl Buck 1972, Amerikaans model
- Nicolas Anelka 1979, voetballer
- Olivier Thomert 1980, voetballer
- José-Filipe Lima 1981, Portugees golfer
- Olivier Fontenette 1982, voetballer
- Medhi Lacen 1984, voetballer
- Kévin Reza 1988, wielrenner
- Axel Bossekota 1989, Congolees-Belgisch voetballer
- Georges-Kévin N'Koudou 1995, voetballer
- Neal Maupay 1996, voetballer